# Codice etico aziendale
Il codice etico aziendale è un tipo di documento stilato ed adottato su base volontaria in un ambiente aziendale. Esso definisce un complesso di norme etiche e sociali al quale gli esponenti aziendali si devono attenere. Si rivela inoltre come una motivazione forte per il rispetto di regole di qualità, stimola azioni correttive al fine di migliorare i rapporti tra aziende. Il codice etico è documento integrante del Modello di organizzazione e gestione redatto ai sensi del Decreto legislativo, 08/06/2001 n° 231.  

## L'etica nei processi aziendali,
L'introduzione dell'etica nei processi aziendali è senz'altro un fattore chiave per lo sviluppo della qualità e della competitività aziendale, in quanto tende a catalizzare la crescita in regime di equilibrio.
Introdurre un codice etico in ambiente aziendale vuol dire tenere conto degli interessi specifici di riferimento, definendo le modalità concrete di applicazione; in quanto, il suo sviluppo dipende da volontà manageriale, coerenza del management e responsabilità dell'azienda.
Nel codice etico si specifica che l'etica deve coinvolgere i comportamenti collettivi ed individuali, che l'applicazione dei principi precedentemente esplicati deve riguardare sia il rispetto delle leggi che il rispetto dei valori morali.
Il raggiungimento di degli obiettivi viene pianificato attraverso una serie di strumenti operativi, come: il corpus di norme, la formazione personale, l'atmosfera operativa e la promozione dell'autocontrollo professionale.

## Struttura di un codice etico aziendale
La strutturazione del codice etico aziendale segue solitamente tre livelli:
1. Norme e principi etici e sociali, in questa sezione vengono elencate le norme alle quali gli esponenti aziendali si devono attenere.
2. Osservanza del codice etico, indicazione dei provvedimenti interni attuabili in caso di violazione di una norma del codice etico e delle modalità di controllo per la garanzia dell'osservanza di tale codice.
3. Promozione delle norme e dei principi, informazioni sulle modalità di comunicazione con chiunque sia coinvolto in una segnalazione delle modalità di applicazione del codice etico o di una violazione ad esso; informazioni sulla divulgazione e sulla promozione del codice etico.

## Stesura di un codice etico aziendale
La stesura di un codice etico aziendale prevede:
- analisi della struttura aziendale;
- discussione interna per individuare i principi etici generali;
- consultazione degli stakeholders per la condivisione dei principi.

Una volta approvato il codice, si procede all'adeguamento della metodologia organizzativa aziendale e alle indicazioni finali. Queste ultime indicano solitamente il dialogo e la partecipazione come mezzi di promozione, approvazione e rispetto del codice etico aziendale.